# Paulay Ede-díj
A Paulay Ede-díj az Új Színház társulatának titkos szavazásával odaítélt elismerése, melyet minden évben a legjobb színművésznek megválasztott társulati tag vehet(ett) át. Először 1999. március 27-én, a színházi világnap estéjén adták át, majd ezt követően a színházi évad végén, végül pedig az elején. Ehhez szorosan kapcsolódva az előző évadban legkiemelkedőbb teljesítményt nyújtott kollégáknak járó elismerésként a műszaki és háttérszemélyzet közül is egy-egy un. Cortina-Szín-tár díjban (írták Kortina-díjnak és Cortina-díjnak is) részesül(t).

## Díjazottak
A Paulay Ede- és Cortina-díjasok:
- 1999 Holl István

na.
- 2000 Botos Éva és Schneider Zoltán[1]

na.
- 2001 Nagy Mari[2]

na.
- 2002 Vass György[3]

na.
- 2003 Takács Kati[4]

Fichter Ágnes kellékes
- 2004 Györgyi Anna és Pálfi Kata megosztva[5]

Bokor Péter, a hangtár vezetője
- 2005 Pokorny Lia[6]

Gömöri Béla színpadmester
- 2006 Györgyi Anna[7]

Simon László műszaki vezető, világosítási felügyelő
- 2008 Pokorny Lia[8]

Farkas Tamás Junior Prima díjas világosító
- 2009 Fodor Annamária[10]

Berzy Tamás főszínpadmester
- 2010 Almási Sándor[10]

Finta László rendszergazda
- 2011 Gosztonyi János[12]

Mázi Éva öltöztetőtár-vezető